# Municipio de Spring Creek (Nebraska)
El municipio de Spring Creek (en inglés: Spring Creek Township) es un municipio ubicado en el condado de Custer en el estado estadounidense de Nebraska. En el año 2010 tenía una población de 15 habitantes y una densidad poblacional de 0,19 personas por km².

## Geografía
El municipio de Spring Creek se encuentra ubicado en las coordenadas 41°28′39″N 99°16′36″O / 41.47750, -99.27667. Según la Oficina del Censo de los Estados Unidos, el municipio tiene una superficie total de 80.49 km², de la cual 80,49 km² corresponden a tierra firme y (0 %) 0 km² es agua.

## Demografía
Según el censo de 2010, había 15 personas residiendo en el municipio de Spring Creek. La densidad de población era de 0,19 hab./km². De los 15 habitantes, el municipio de Spring Creek estaba compuesto por el 100 % blancos. Del total de la población el 0 % eran hispanos o latinos de cualquier raza.